# Ocna Mureş
Ocna Mureș (ˌokna ˈmureʃ; latin: Salinae}, ungarsk: Marosújvár, tysk: Miereschhall) er en by i distriktet Alba i Rumænien, beliggende i det nordøstlige hjørne af distriktet, nær floden Mureș.
Byområdet viser spor af bebyggelse, der går tilbage til bondestenalderen. I Romertiden lå i området et fort i det nuværende Războieni-Cetate, hvis garnison i det andet og tredje århundrede overvågede floddalen af Mureș og beskyttede den saltproduktion, der allerede da var i gang.
Byen ligger ved siden af et stort saltforekomst, der blev udvundet i fortiden, men også helt fram til loftet i minerne kollapsede på grund af vandindtrængning i 1978. Ocna Mureș har et anlæg til fremstilling af klorosodiske produkter, et anlæg til udvinding af salt, og tidligere et spa-anlæg, som brugte saltvandet fra de tidligere miner.
Byen administrerer fem landsbyer: Cisteiu de Mureș (Magyarcsesztve), Micoșlaca (Miklóslaka), Războieni-Cetate (Székelyföldvár), Uioara de Jos (indtil 1960 Ciunga; Csongva) og Uioara de Sus (Felsőmarosújvár). Dens tidligere navn er Uioara, og den hed Ocna Mureșului fra 1925 til 1956.
Byen har 12.480 (2021) indbyggere.